# Yuichiro Edamoto
Yuichiro Edamoto (født 6. august 1988) er en japansk fodboldspiller, som spiller for den japanske fodboldklub Kagoshima United FC.